# Katedra św. Jana i św. Donata w Miśni
Katedra Świętych Jana i Donata w Miśni (niem. Dom St. Johannis und St. Donatus zu Meißen) – historyczna katedra założonej w 968 przez cesarza Ottona I diecezji miśnieńskiej. Od 1581 kościół luterański, obecnie jest świątynią kazalną biskupa Ewangelicko-Luterańskiego Kościoła Krajowego Saksonii. Obecny gotycki kościół wzniesiony na miejscu dawnej katedry romańskiej zachował cenny wystrój gotycki (m.in. zespół rzeźb gotyckich, witraże) i renesansowy (ołtarz z malowidłami Cranachów). Wraz z zamkiem Albrechta (Albrechtsburg) i zabudową dawnej kapituły katedralnej stanowi zespół zabytkowy wzgórza katedralnego, które tworzy malowniczą dominantę położonej nad Łabą Miśni. 

## Historia
W 967 r. papież Jan XIII erygował na synodzie w Rawennie diecezję Miśni chcąc schrystianizować Serbów łużyckich. Biskupstwo podporządkowane zostało metropolii w Magdeburgu. 
Pierwsza świątynia na miśnieńskim wzgórzu powstała rok później z woli cesarza Ottona I. Budowę kościoła gotyckiego rozpoczęto między rokiem 1240 a 1260. Dwadzieścia lat później ukończono budowę kaplicy św. Marii Magdaleny, a w 1291 r. – oktagonalnej kaplicy św. Jana. W 1315 r. rozpoczęto budowę dwóch wież, które w 1413 r. zostały zniszczone przez uderzenie pioruna. Budowy 81-metrowych wież neogotyckich podjęto się dopiero w latach 1903-1909. 
W 1425 r. Fryderyk IV, margrabia miśnieński i elektor saski zdecydował, że katedralna Kaplica Książęca zostanie miejscem pochówku dynastii Wettynów. Do dziś podziwiać można wykonany w brązie grobowiec księcia Fryderyka. W 1534 roku w katedrze pochowano Barbarę Jagiellonkę, córkę króla Polski Kazimierza Jagiellończyka.
W 1559 r. książę-elektor August Wettyn zsekularyzował biskupstwo miśnieńskie. W 1581 roku swój urząd złożył ostatni biskup rzymskokatolicki, a katedra przeszła we władanie ewangelików. Wciąż można w niej oglądać wiele pamiątek z czasów Reformacji, m.in. dzieła Lucasa Cranacha starszego - ołtarz oraz portrety ks. Marcina Lutra i Filipa Melanchtona.
Rzymskokatolicka diecezja została reaktywowana w 1921 r. przez papieża Benedykta XV. Nową stolicą biskupstwa został Budziszyn, będący po Reformacji siedzibą adminstratury apostolskiej dla pozostałych przy katolicyzmie ziem, głównie górnołużyckich. Obecnie do tradycji diecezji Miśni nawiązuje erygowane w 1979 r. biskupstwo drezdeńsko-miśnieńskie. Rolę rzymskokatolickiej świątyni katedralnej pełni od tego czasu dawny kościół dworski pw. Św. Trójcy w Dreźnie, konkatedrą jest budziszyńska katedra pw. Św. Piotra.

## Architektura

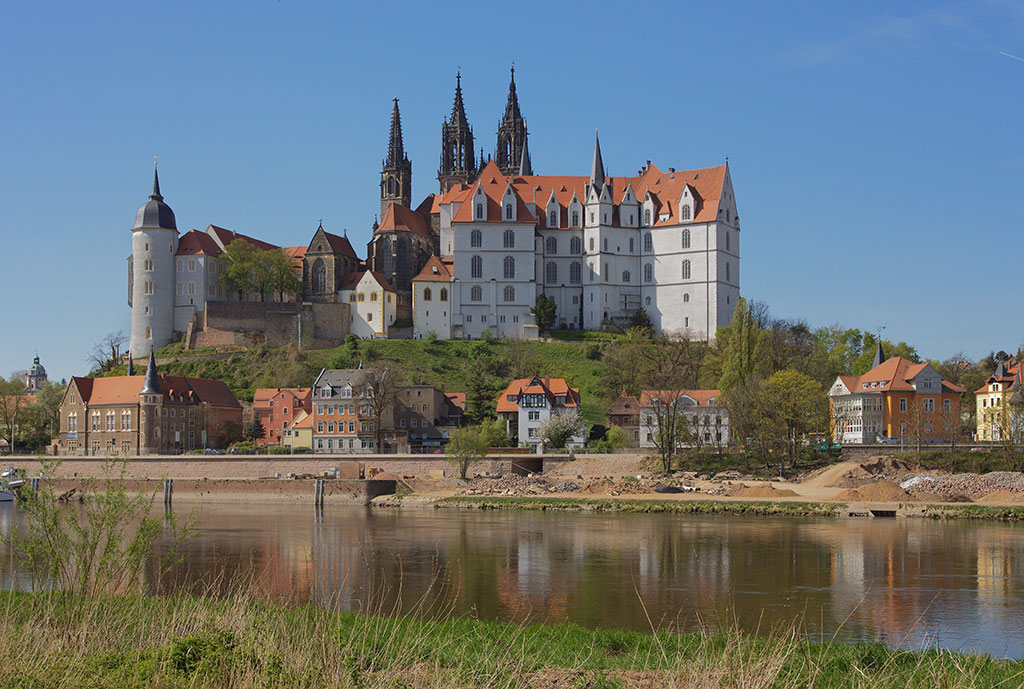
Widok na wzgórze katedralne od strony Łaby. Obok, na prawo od katedry zamek Albrechtsburg

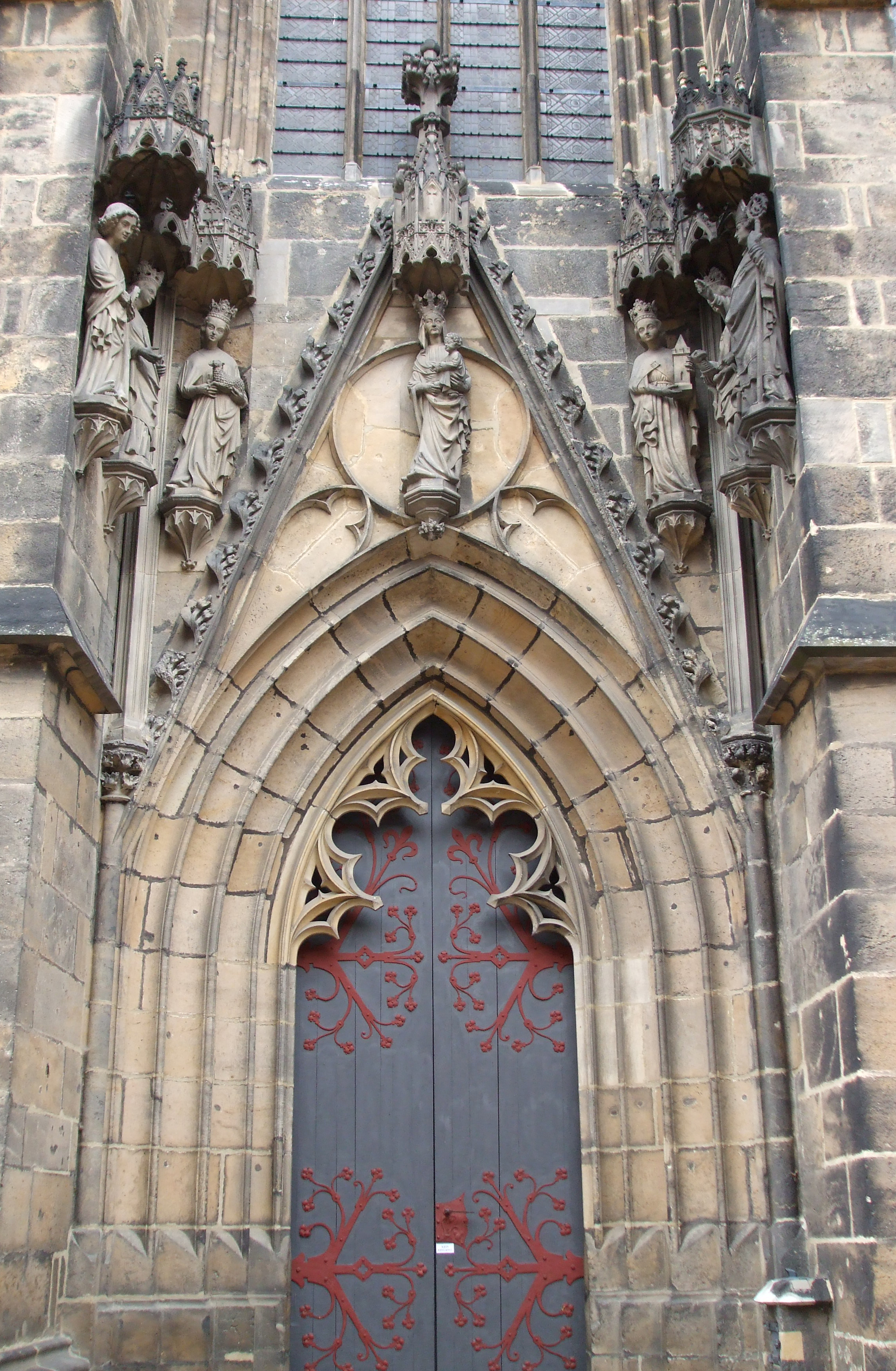
Portal południowy

Katedra w Miśni zbudowana jest z kamienia. Jest to trójnawowa świątynia halowa z transeptem i dwuprzęsłowym, poligonalnie zamkniętym chórem wschodnim z prezbiterium. Korpus nawowy (liczący siedem przęseł) zamknięty jest dwuwieżowym masywem zachodnim do którego przylega jednonawowa poligonalnie zamknięta kaplica Książęca mieszcząca mauzoleum Wettynów. Przy narożach transeptu i prezbiterium wznoszą się dwie wieże wschodnie z kaplicami w przyziemiach. Do naroża transeptu i nawy południowej przylega ośmioboczna kaplica Św. Jana Chrzciciela. Od strony południowej do świątyni przylegają zabudowania dawnego monasterium kanonickiego skupione wokół czworobocznego wirydarza, który otoczony jest krużgankiem. We wschodniej części zabudowań znajduje się gotycka kaplica Wszystkich Świętych. 
W obecnej postaci katedra jest gotycka. Najstarszą częścią jest nakryte sklepieniem krzyżowo-żebrowym i sześciodzielnym prezbiterium oraz skrzyżowanie naw (ok. 1270 r.). Z XIV wieku pochodzi korpus nawowy, nakryty sklepieniem krzyżowo-żebrowym wspartym na służkach przylegających do filarów wiązkowych oraz murów obwodowych. Późny gotyk (ok. 1420 r.) reprezentuje kaplica Książęca, która nakryta jest sklepieniem będącym kombinacją form charakterystycznych dla sklepienia sieciowego, gwiaździstego, krzywobieżnego i zwierciadlanego. 
Na zewnątrz mury są oszkarpowane (z wyjątkiem przyziemi wież zachodnich i elewacji transeptu), przypory kaplicy Książęcej zwieńczone są pinaklami. Architektura katedry charakteryzuje się przezroczystością konstrukcji, przez co powierzchnia okien wypełnia większą przestrzeń ścian poszczególnych przęseł. Wyjątek stanowią elewacje transeptu, przyziemia wież oraz kaplicy Wszystkich Świętych, gdzie elewacje są surowsze, a okna mniejsze. W elewacjach korpusu nawowego, prezbiterium i kaplicy Książęcej (prócz ściany zachodniej, gdzie znajduje się rozeta) powyżej całkowicie zamurowanej strefy cokołu, okna zajmują całą szerokość przęsła.

### Portal południowy

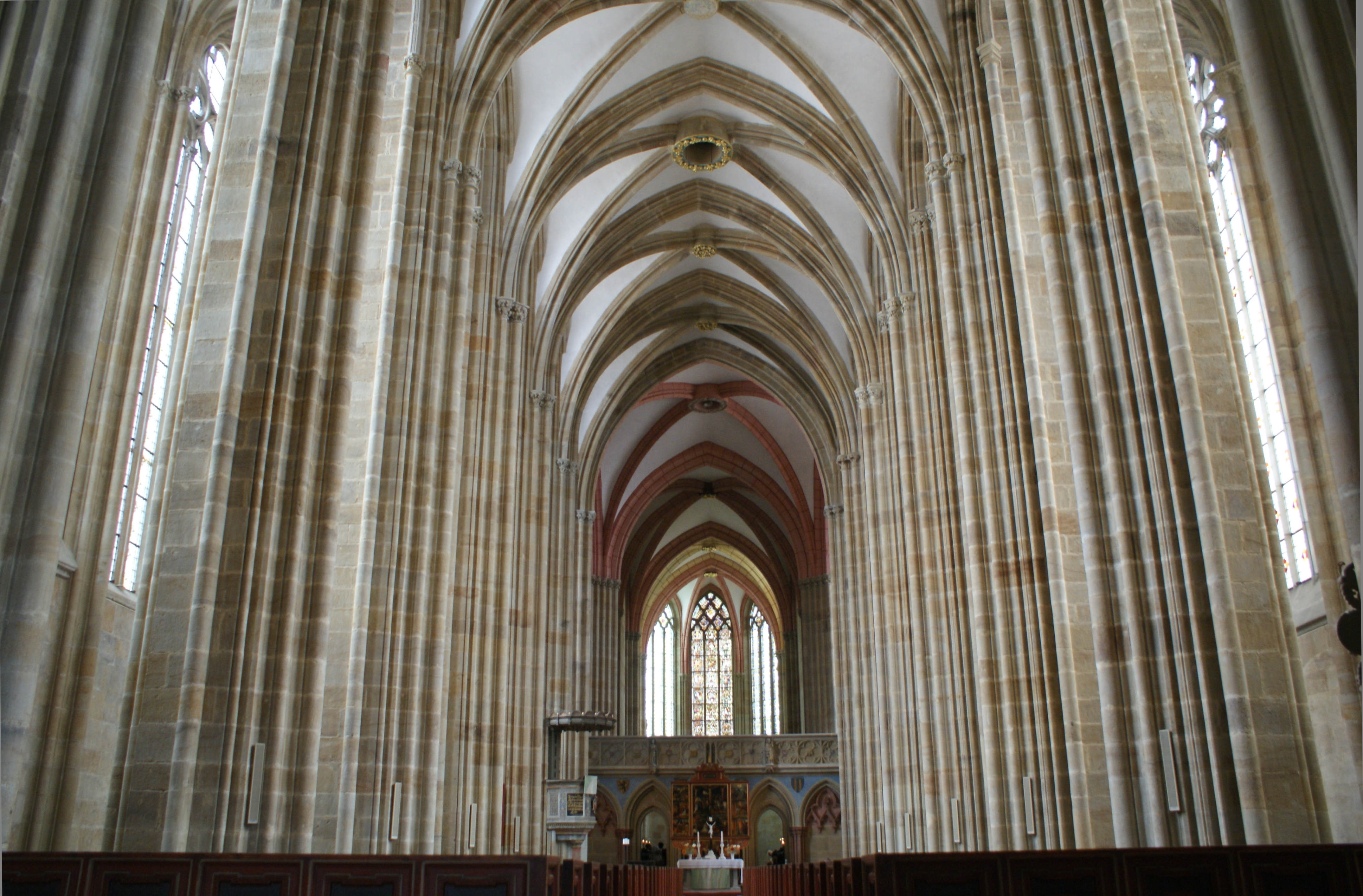
Widok wnętrza w kierunku wschodnim

Na wysokości piątego (licząc od zachodu) przęsła, od strony południowej usytuowane jest jedno z dwóch wejść prowadzących z zewnątrz bezpośrednio do wnętrza kościoła. Zdobi go ostrołukowy portal z profilowanymi ościeżami i archiwoltami, jednakże niemalże całkowicie bez dekoracji rzeźbiarskiej. Wewnętrzną archiwoltę zdobi ażurowy motyw stylizowanego pięcioliścia. Natomiast wieńcząca portal wimperga oraz flankujące ją dolne partie przypór zdobią pełnoplastyczne posągi Madonny z Dzieciątkiem, świętych Jana Ewangelisty, Agnieszki i Katarzyny oraz Barbary, Małgorzaty i Donatusa. Nieznany twórca tych rzeźb zachował balans między stylizacją, idealizacją i realizmem, uwzględnił  fizjonomię i psychologię na twarzach postaci. Datowane na ok. 1270 r. figury stoją na ozdobnych konsolach, powyżej postaci ośmioboczne baldachimy w formie stylizowanych wieżyczek.

### Portal zachodni
Wykonany około połowy XIV w. portal zachodni, znajduje od lat 40. XV w. wewnątrz kaplicy Książęcej. Na wysokim kamiennym cokole umieszczono profilowane ościeża bezpośrednio przechodzące w archiwolta. Ponad nimi na niskich konsolach spoczywają figurki apostołów oraz grupy Deesis w najwyższej partii. Wszystkie postaci umieszczone są pod smukłymi, wieżowymi baldachimami na których stoją figurki aniołów. Pod archiwoltami znajduje się tympanon z płaskorzeźbami umieszczonymi w polu podzielonym na dwie strefy, które tworzą trzy sceny będące cyklem Radości Marii - Boże Narodzenie i Pokłon Trzech Króli (u dołu) oraz Koronację Marii (u góry).

## Wymiary
- Długość: 97,30 m
- Wysokość: 17,80 m
- Wysokość wież: 81 m
- Największy dzwon: 7,60 t

## Wystrój wnętrza
Dzięki zastosowaniu układu halowego wnętrze charakteryzuje się specyficzną głębią przestrzeni. Jednolita forma filarów wiązkowych potęguje iluzję głębi przestrzeni, która jest najbardziej wyraźna na osi, od strony zachodniej. Na nasadach arkad i sklepień służki i wiązki filarów ozdobione są kapitelami z motywami zoomorficznymi, fitomorficznymi oraz antropomorficznymi. 

### Posągi fundatorów i patronów katedry

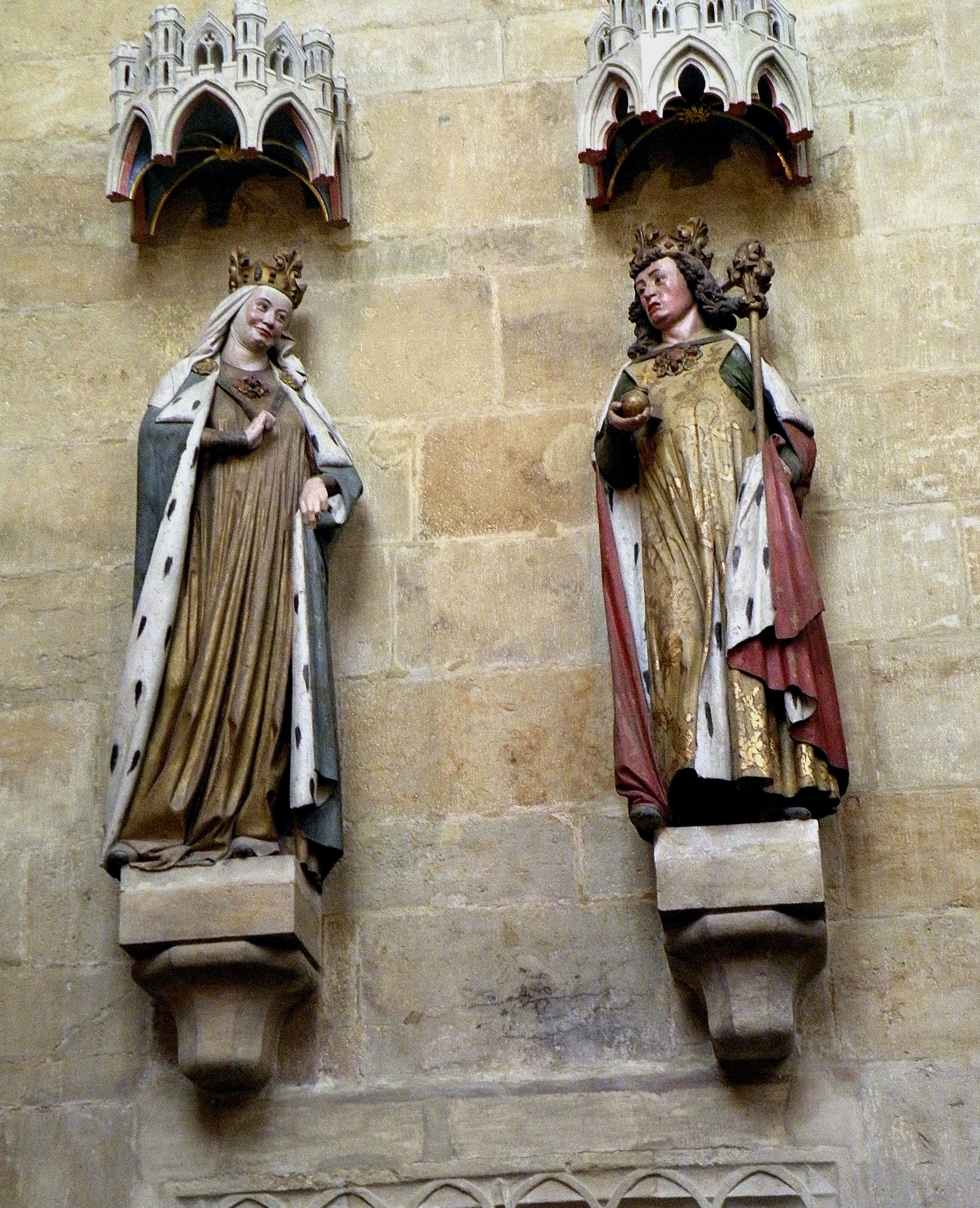
Adelajda i Otton I

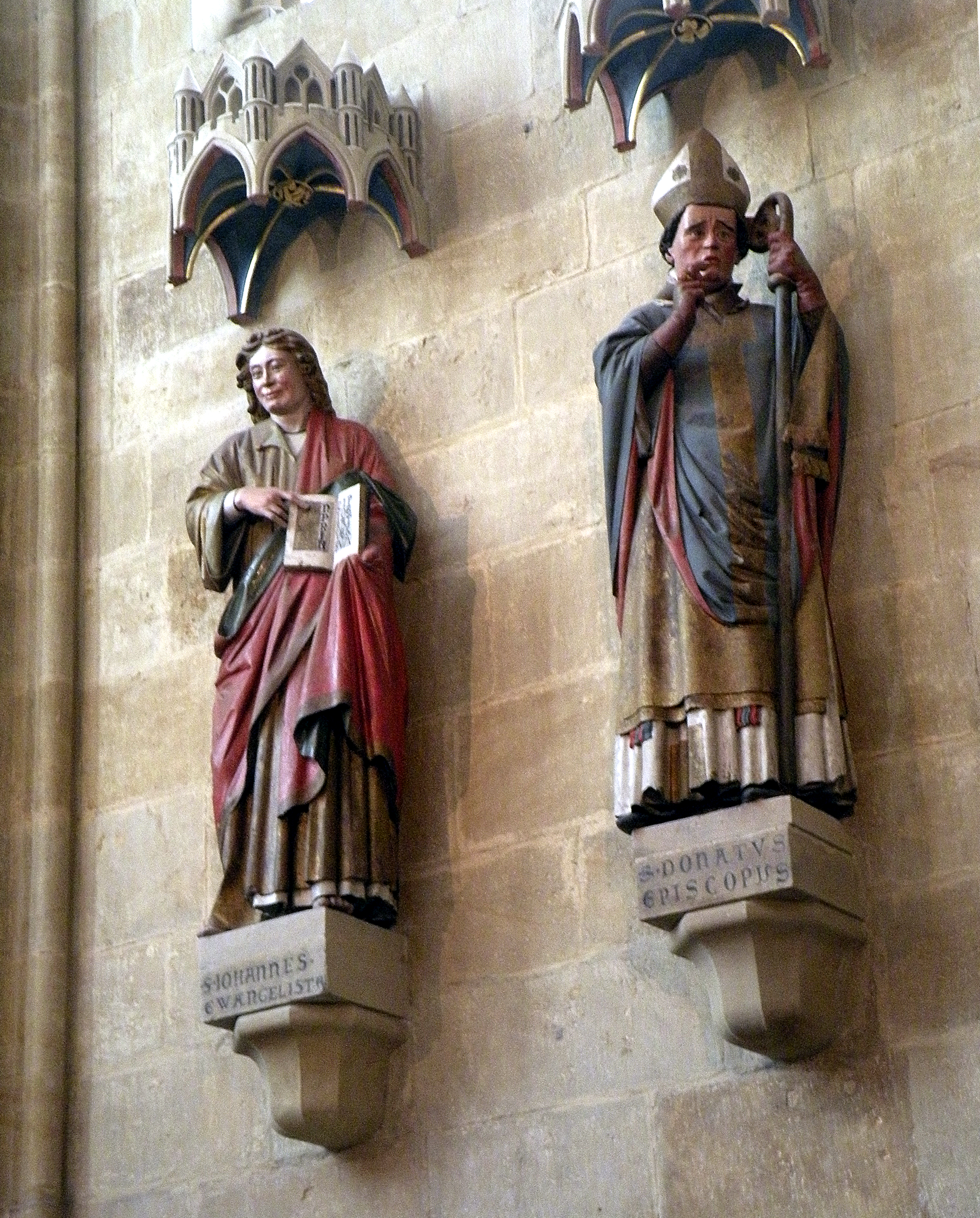
Święci Jan Ewangelista i Donat z Arezzo

Po obu stronach, w ostatnim przęśle chóru wschodniego stoją naprzeciwko siebie dwie pary kamiennych, polichromowanych i pełnoplastycznych figur naturalnej wielkości; przy ścianie północnej postaci cesarza Ottona I i jego drugiej żony Adelajdy Burgundzkiej, zaś przy południowej święci Jan Ewangelista i Donatus, biskup z Arezzo. Para cesarska stworzyła podwaliny dla podporządkowanej archidiecezji magdeburskiej diecezji Miśni oraz ufundowała pierwotny kościół. Para cesarska odziana jest w koronacyjne stroje (tunika, płaszcz z ozdobnymi broszami), na ich skroniach spoczywają korony. Ponadto Otton I dzierży berło i jabłko. Upozowanie postaci zdradza syntezę narracji z reprezentacyjnością; między nimi zachodzi pewien dialog, nie rezygnując relacji z widzem, chcąc pokazać autorytet cesarza. Naprzeciwko nich usytuowani święci patroni utrzymują jedynie kontakt z widzem. Święty Jan w sposób ostentacyjny prezentuje otwartą księgę z treścią prologu napisanej przez niego Ewangelii, zaś ubrany w strój pontyfikalny biskup z Arezzo wykonuje gest błogosławieństwa. Hierarcha powołując się na treści Ewangelii legitymizuje swoją władzę, władzę apostolską, pochodzącą bezpośrednio od Boga. Figury te powstały około 1255-60 i wiążą się z wyrażeniem pamięci o dobroczyńcach i kultu patronów, tym samym tworzą zapoczątkowaną w katedrze naumburskiej tradycją kommemoracji poprzez umieszczenie w prestiżowym miejscu (tj. w chórze, gdzie zazwyczaj umieszczano figury apostołów) rzeźbionych wizerunków fundatorów i opiekunów świątyni. Bezpośredni związek z Naumburgiem widoczny jest w stylu miśnieńskich posągów, co więcej badacze przypuszczają o bezpośrednim związku tych dzieł z Mistrzem Naumburskim, znanym z dekoracji zachodniego chóru i przylegającej do niego przegrody chórowej w tamtejszej katedrze. Związek z Naumburgiem uwydatnia również styl baldachimów umieszczonych ponad głowami rzeźb fundatorów i patronów katedry miśnieńskiej oraz podobne w formie baldachimy kamiennych stalli w prezbiterium. 

### Posągi w kaplicy Św. Jana Chrzciciela
Wewnątrz oktogonalnej kaplicy Św. Jana Chrzciciela umieszczone są pełnoplastyczne, kamienne posągi Marii z Dzieciątkiem, Jana Chrzciciela i nieznanego z imienia diakona, który kołysze kadzielnicą. Wszakże są niemal w całości pozbawione polichromii, ich styl zdradza autorstwo twórcy figur w prezbiterium.

### Witraże
Zespół gotyckich witraży pochodzących z różnych okien chóru został zmontowany w górnych partiach okna wschodniego. Datowane na ok. 1270 r. witraże przedstawiają m.in. starotestamentowych proroków (Mojżesz, Eliasz, Zachariasz, Malachiasz), sędziów (Gedeon) i królów Izraela (Dawid), wybrane wątki z Pasji i Triumfu Chrystusa (m.in. Wjazd do Jerozolimy, Ostatnia Wieczerza, Biczowanie, Ukrzyżowanie, Zmartwychwstanie).

### Ołtarze

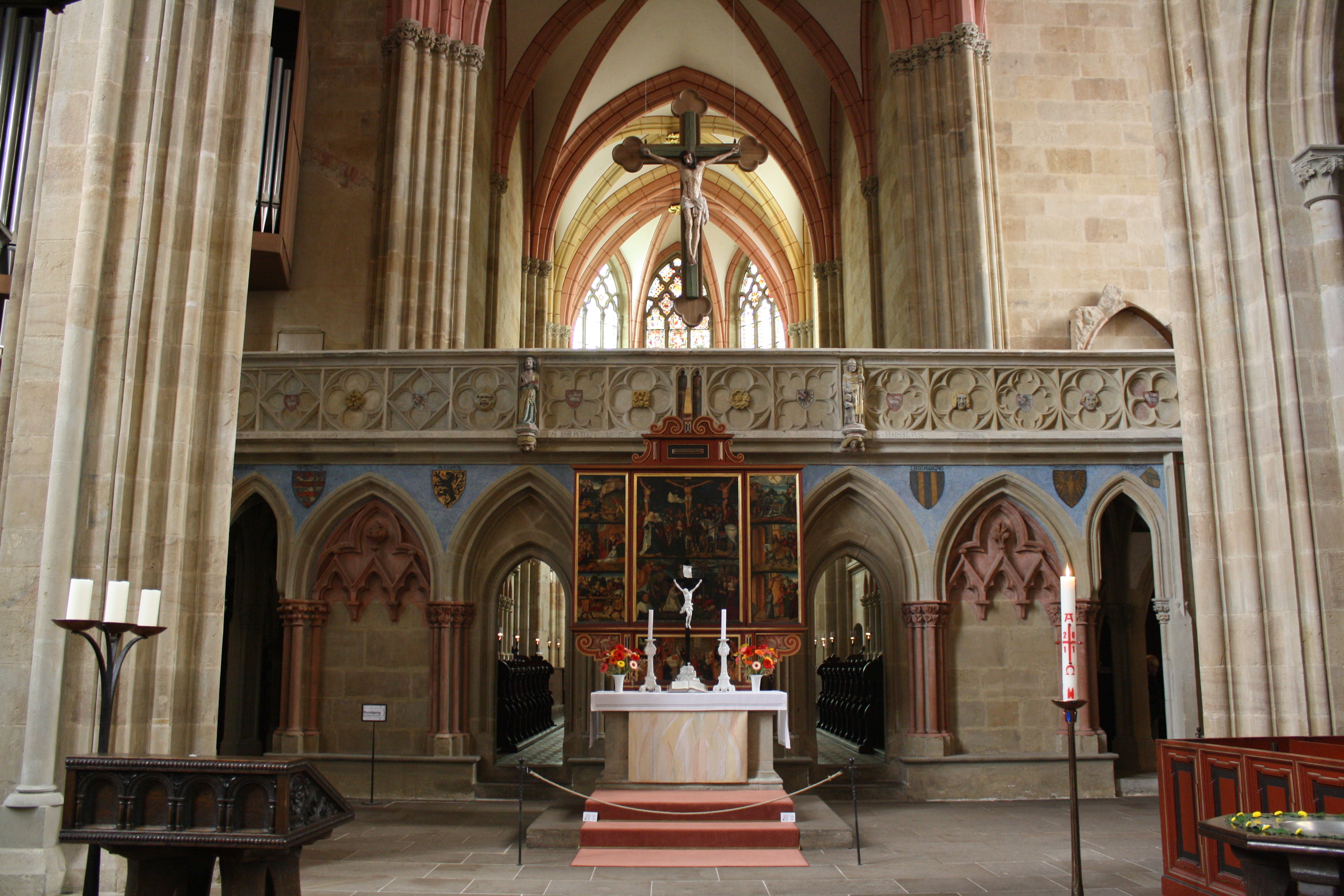
Lektorium

Najcenniejszymi pamiątkami w katedrze z okresu reformacji są trzy szafiaste retabula ołtarzowe, dzieła Lucasa Cranacha Starszego i jego warsztatu. Umieszczony wewnątrz absydy w prezbiterium tryptyk z początku XVI w. przedstawia Pokłon Trzech Króli (pośrodku) oraz świętych Filipa i Jakuba Młodszego oraz Jakuba Starszego i Bartłomieja. Pierwotnie był przeznaczony do kaplicy Książęcej w zachodniej części katedry. Ołtarz główny usytuowany jest przed przegrodą chórową (z zachowanymi gotyckimi kapitelami kolumn), ma formie pentaptyku (dwie pary skrzydeł, w tym para nieruchomych). Poszczególne kwatery są malowane techniką olejną. W środkowej części ołtarza Grupa Ukrzyżowania oraz hołd Nechusztana przez Izraelitów. Awersy bocznych skrzydeł zawierają po trzy kwatery, które ilustrują epizody z legendy o Krzyżu Św. Na rewersach pojedyncze kwatery z przedstawieniami Vir Dolorum i Mater Dolorosa. Na awersach skrzydeł nieruchomych symbole Czterech Ewangelistów. Na predelli przedstawienie Mszy św. Grzegorza. Fundatorem datowanego na rok 1526 ołtarza był Johann von Eisenberg. W kaplicy księcia Jerzego znajduje się tryptyk ufundowany przez tegoż władcę i jego małżonkę, Barbarę, których wizerunki uwiecznił Lucas Cranach Starszy (co poświadcza jego sygnatura) na skrzydłach bocznych w asyście świętych Jakuba Starszego i Piotra oraz Pawła i Andrzeja. Pośrodku wizerunki Chrystusa Boleściwego w asyście Marii i św. Jana Ewangelisty. Ponad nimi liczne nagie anioły, część z nich trzyma Arma Christi.